# Poppelsdorfer Friedhof

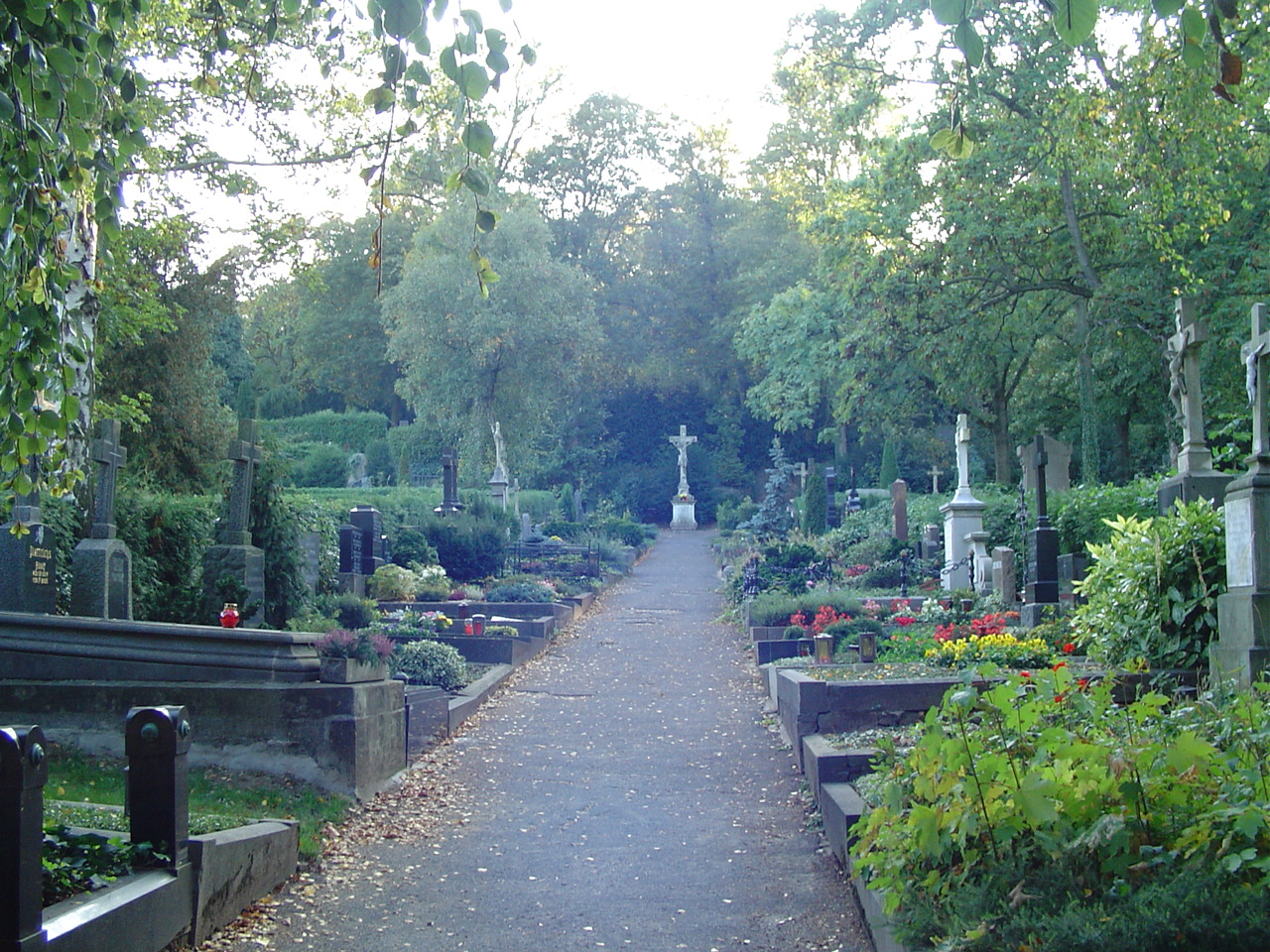
Allee im ältesten Friedhofsteil

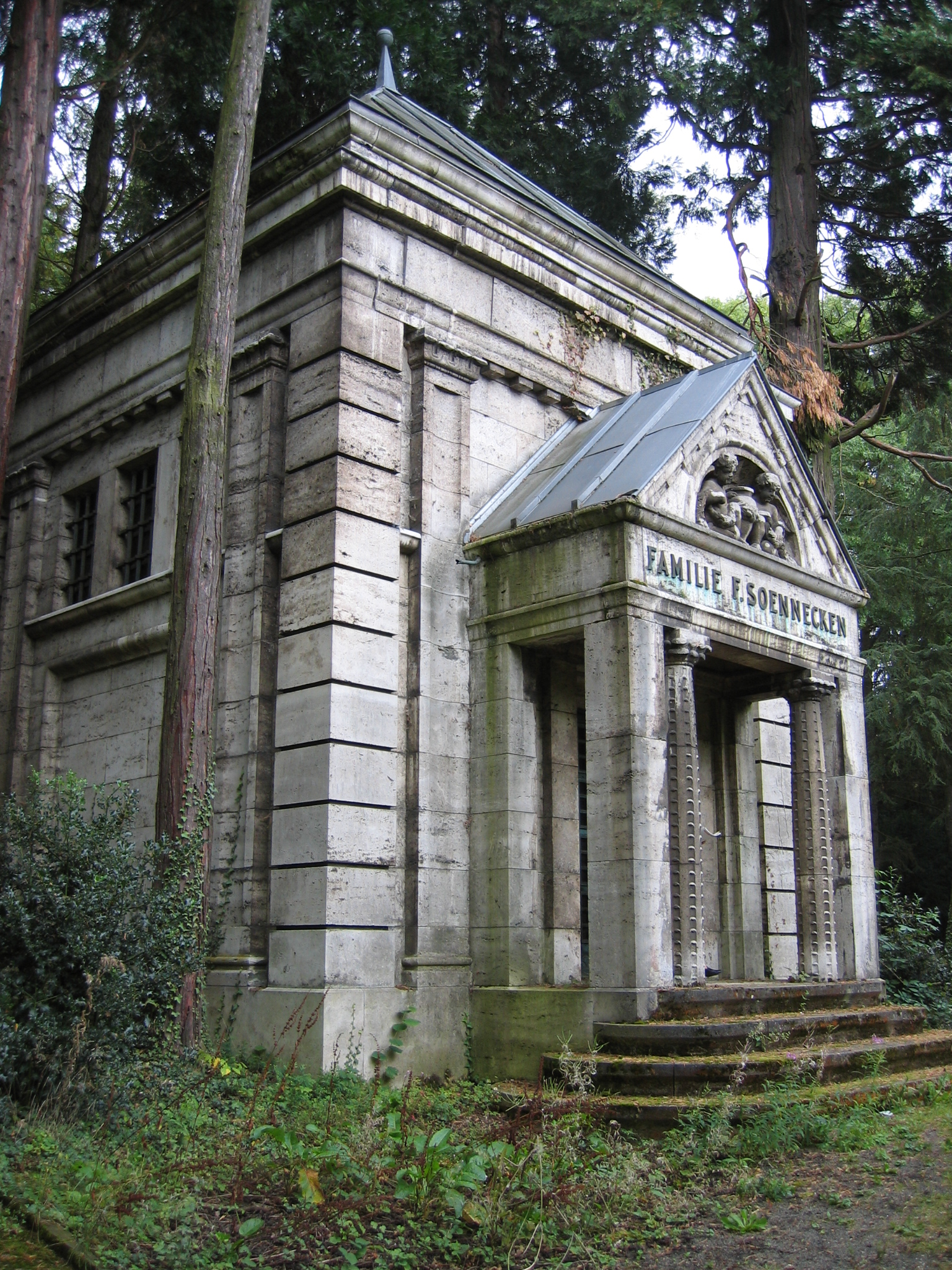
Mausoleum Soennecken

Der Poppelsdorfer Friedhof ist ein städtischer Friedhof im Bonner Ortsteil Poppelsdorf.

## Geschichte
Der Friedhof wurde ab 1798 von der Poppelsdorfer katholischen St.-Sebastian-Gemeinde angelegt und am 15. Mai 1800 eingeweiht. Damals belegte die Begräbnisstätte ein kleines Grundstück am nördlichen Fuße des Kreuzbergs. In der zweiten Hälfte des 19. Jahrhunderts erfolgten zahlreiche Friedhofserweiterungen den Kreuzberghang hinauf, da der vorhandene Platz jedes Mal schnell ausgeschöpft war. 1897 bis 1898 erhielt der Friedhof einen neuen Teil, der sich westlich des Stationswegs erstreckt. In diesem neuen Teil wurde 1901 ein Verwaltungsgebäude und 1928 eine Friedhofskapelle errichtet. Ebenfalls im neuen Friedhofsteil wurde 1907 ein Urnenhain angelegt. Nach der Eingemeindung Poppelsdorfs nach Bonn wurde der Friedhof von der Stadt übernommen.
Seit 1984 steht der Friedhof als Baudenkmal unter Denkmalschutz. Wie inzwischen auch auf vielen anderen historischen Friedhöfen Nordrhein-Westfalens besteht auch hier für jedermann die Möglichkeit einer Grabpatenschaft, bei der man als Gegenleistung für die Restaurierung eines historischen Grabmals ein Nutzungsrecht an dieser Grabstätte erhält.

## Von Künstlern gestaltete Grabmale
(ohne Anspruch auf Vollständigkeit)

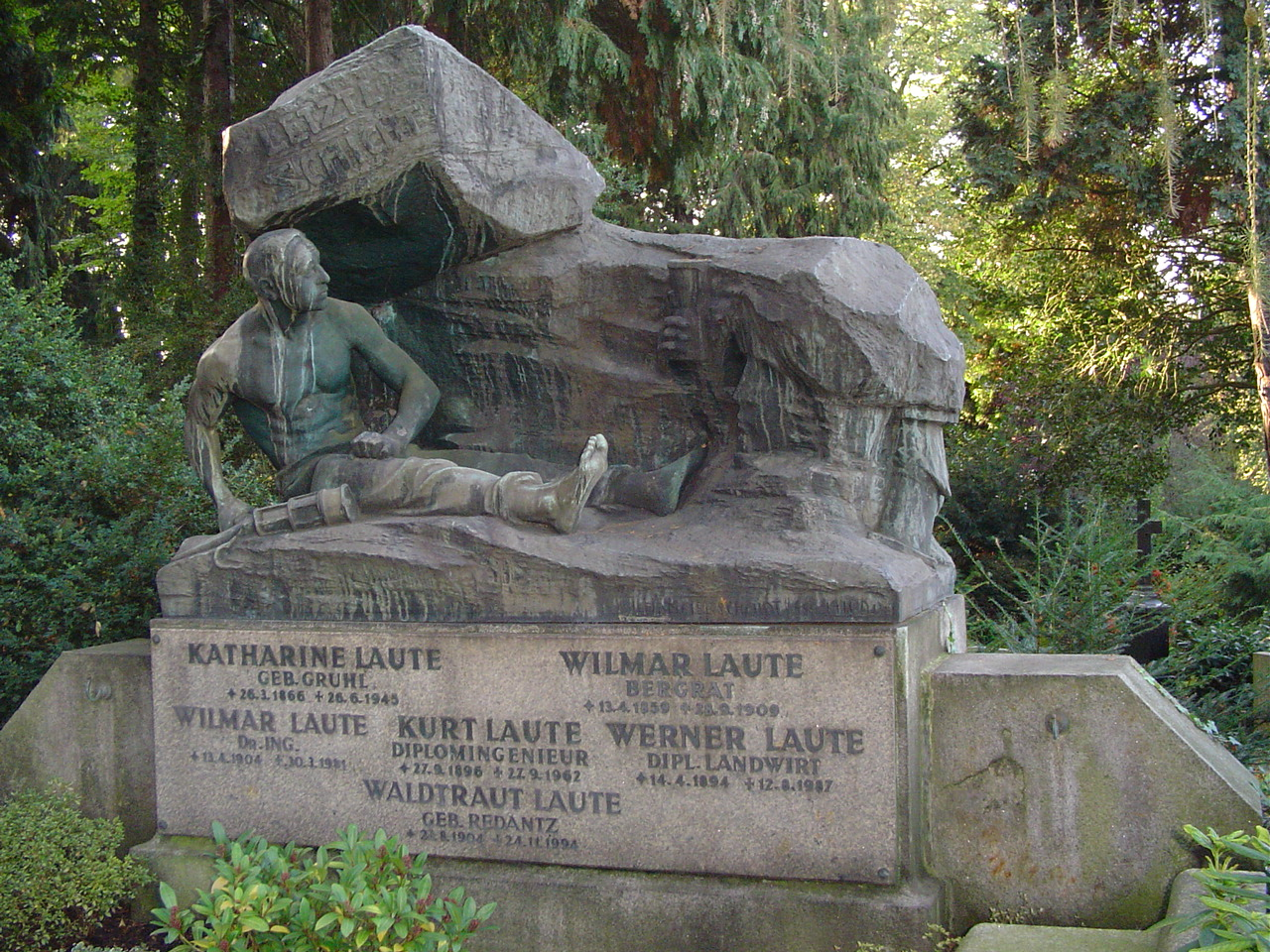
„Letzte Schicht“ von Joseph Hammerschmidt (Grab Laute)

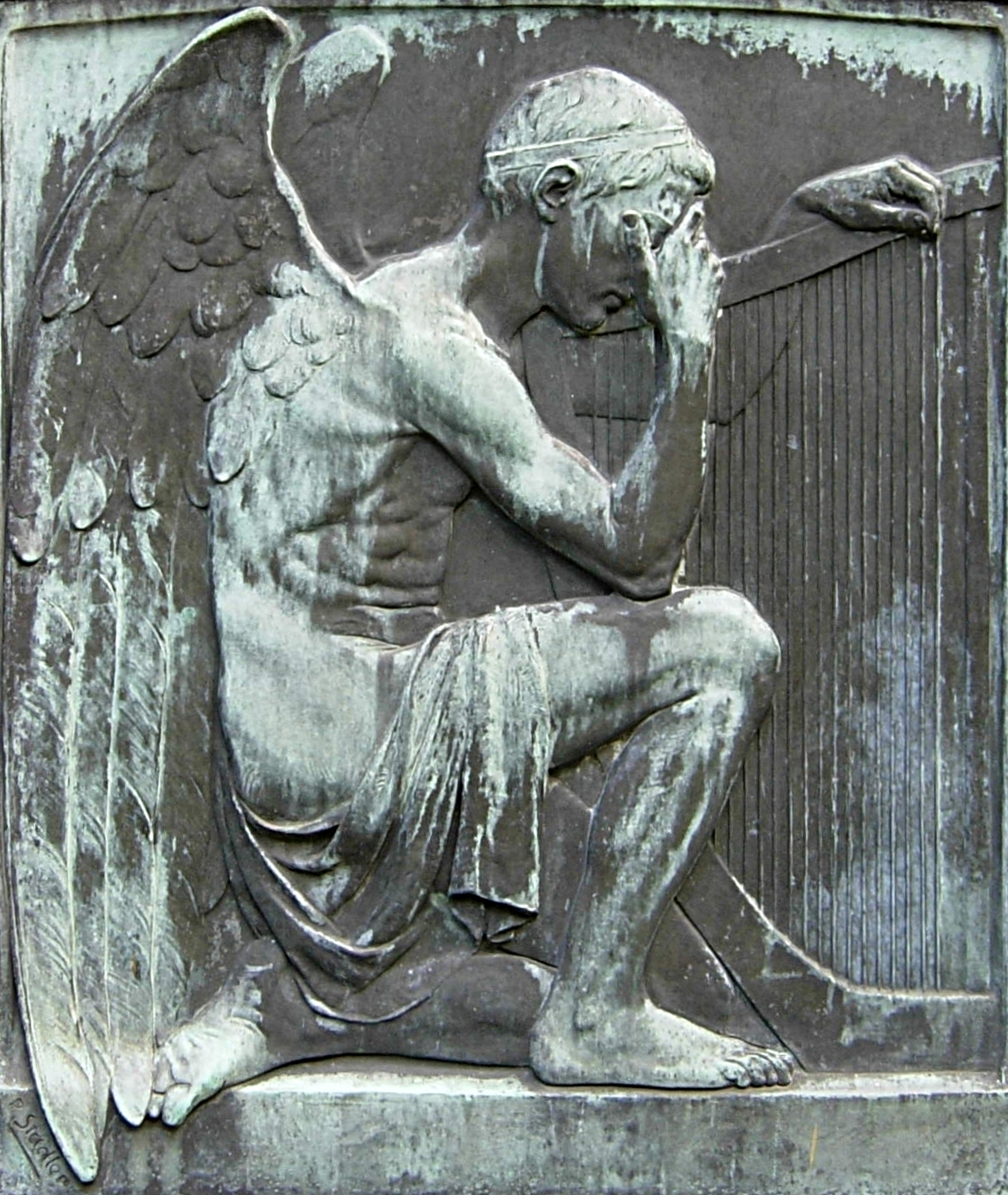
Trauernder Genius

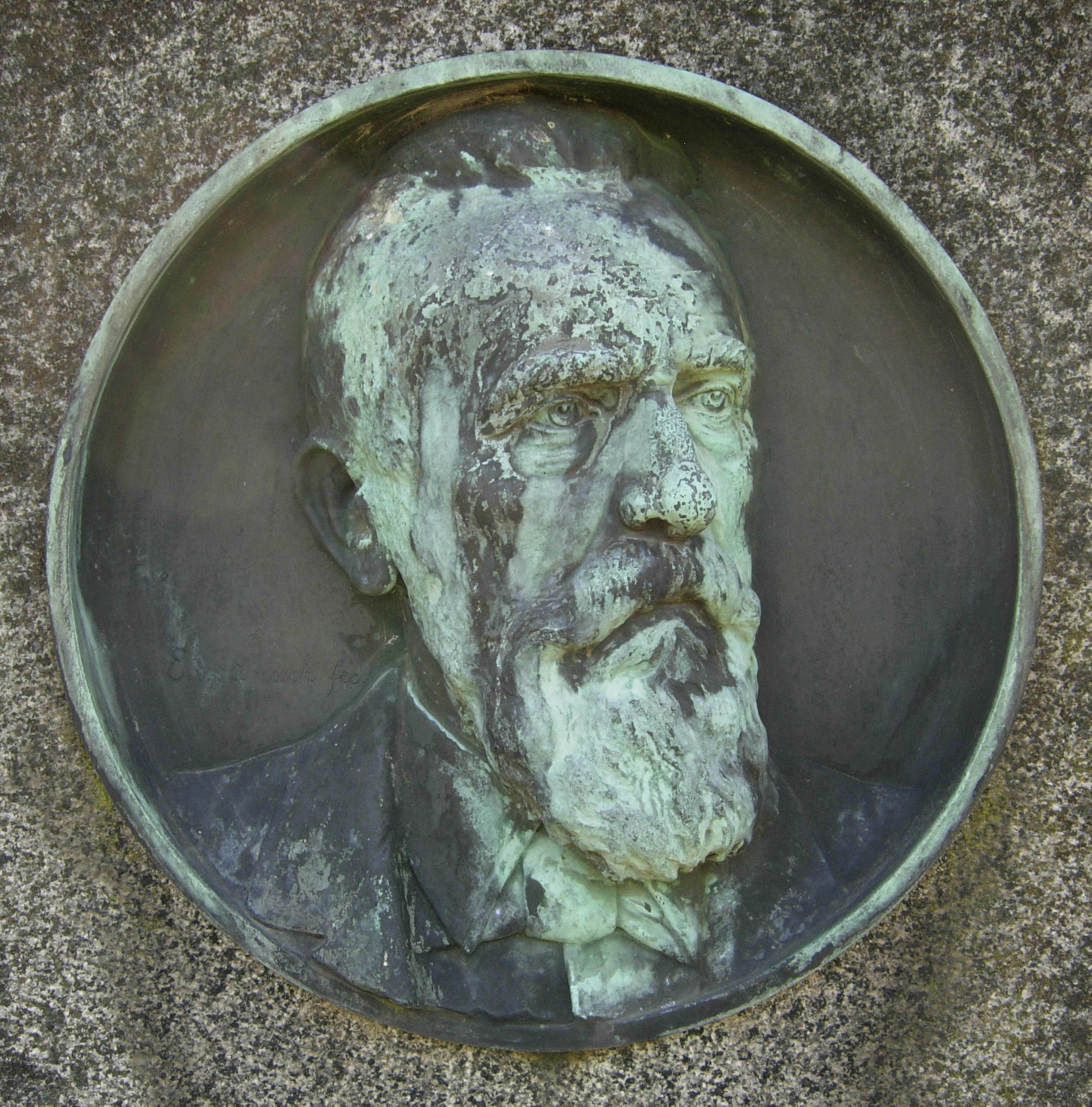
Plakette für Carl von den Driesch

- Rudolf Bosselt (1871–1938): Zuntz (Steinrelief)
- Carl M. Geiling (1874–1924): Kraemer (Bronzerelief)
- Joseph Hammerschmidt (1873–1926): Laute (liegender Bergmann, „Letzte Schicht“)
- Ferdinand Hartzer (1838–1906): Murmann (Engel)
- Albert Küppers (1842–1929): Plaketten für
  - Franz Burgers (Unternehmer)
  - August Huyssen (Geologe)
  - Friedrich August Kekulé von Stradonitz (Chemiker)
  - Matthias Klein (Jurist)
  - Hermann Neusser (Zeitungsverleger)
  - Heinrich Nissen (Althistoriker)
- Jakobus Linden (1886–1950):
  - Linden (Pietà)
  - Metzmacher (Engel)
- Siegfried Meinardus (1874–1933): Jansen (Figurengruppe)
- Karl Menser (1872–1929):
  - Caspar Joseph Brambach (Figurenrelief)
  - Hans Cajetan (Gedenkplakette)
  - Carl Garrè (Gedenkplakette)
- Anton Josef Reiss (1835–1900): Ittenbach und Ehlenz (Pietà-Tondo)
- Paul Stadler (1875–1955): Raumann (Plakette)
- Peter Terkatz (1880–1954): Gefallenenmal
- Erich von den Driesch (* 1878): Carl von den Driesch (Plakette)
- Ingeborg von Rath (1902–1984): Furmans, von Rath und Winkelmann (Plakette)
- Christian Warth (1836–1890): Kernchen (Trauernde)
- Gottfried Welter (1871–1940)
  - Nobis und Linden (Christusfigur)[3]
  - Eduard Pflüger (Plakette)

Drei der genannten Künstler ruhen auf dem Poppelsdorfer Friedhof: Albert Küppers, Jakobus Linden und Ingeborg von Rath.

## Sehenswertes
Der Poppelsdorfer Friedhof gehört neben dem Alten Friedhof zu den ältesten bis heute als solche genutzten Begräbnisstätten Bonns. Sowohl im alten als auch im neuen Friedhofsteil trifft man auf zahlreiche architektonisch anspruchsvolle Grabmäler des 19. Jahrhunderts.
Auf dem Friedhof befindet sich auch eine Vielzahl von Gräbern verdienter Bonner Bürger, darunter mehrerer Gründungsprofessoren der Rheinischen Friedrich-Wilhelms-Universität Bonn. Einige der hier beigesetzten bekannten Persönlichkeiten sind:

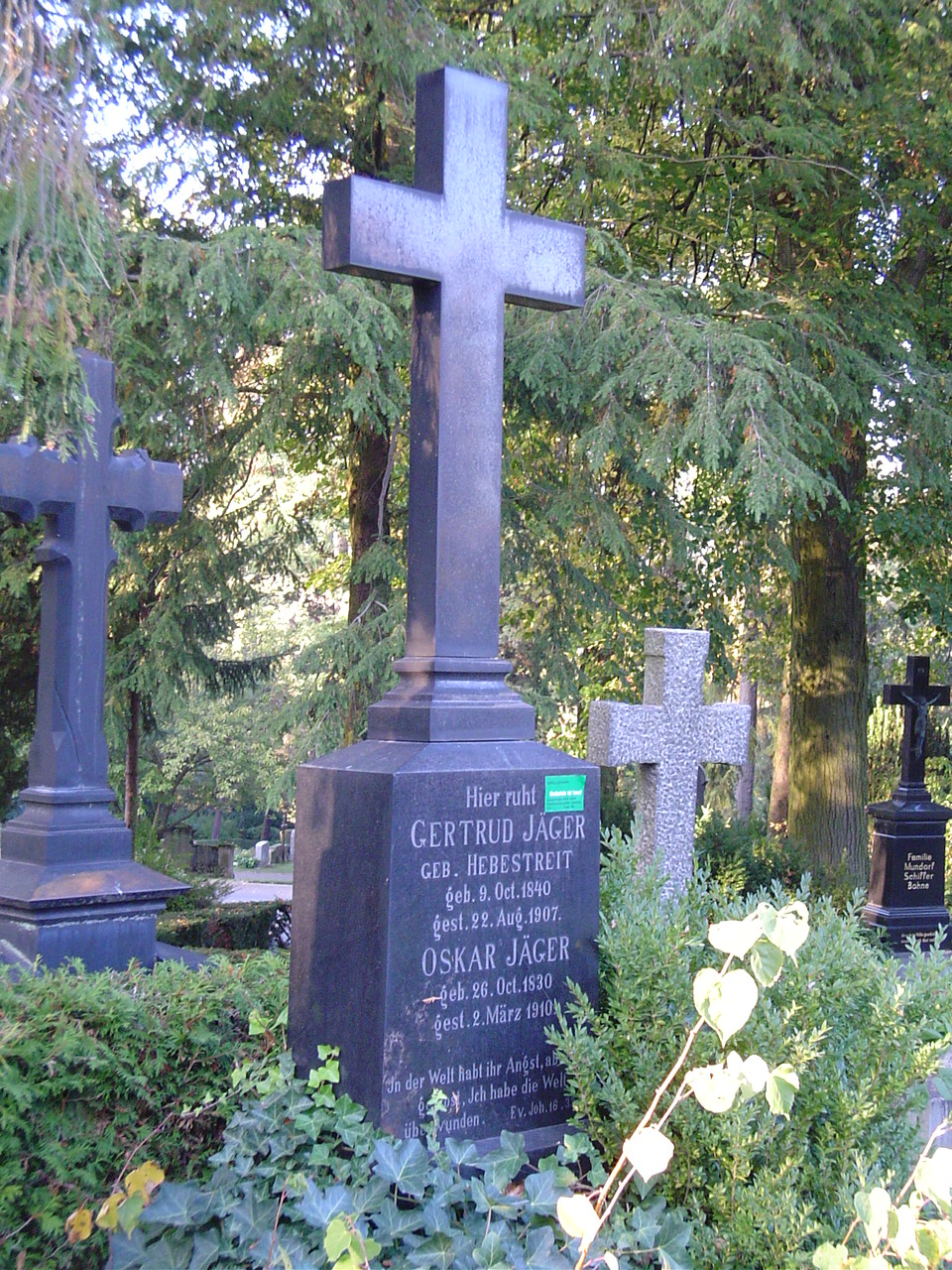
Grabstätte Oskar Jäger

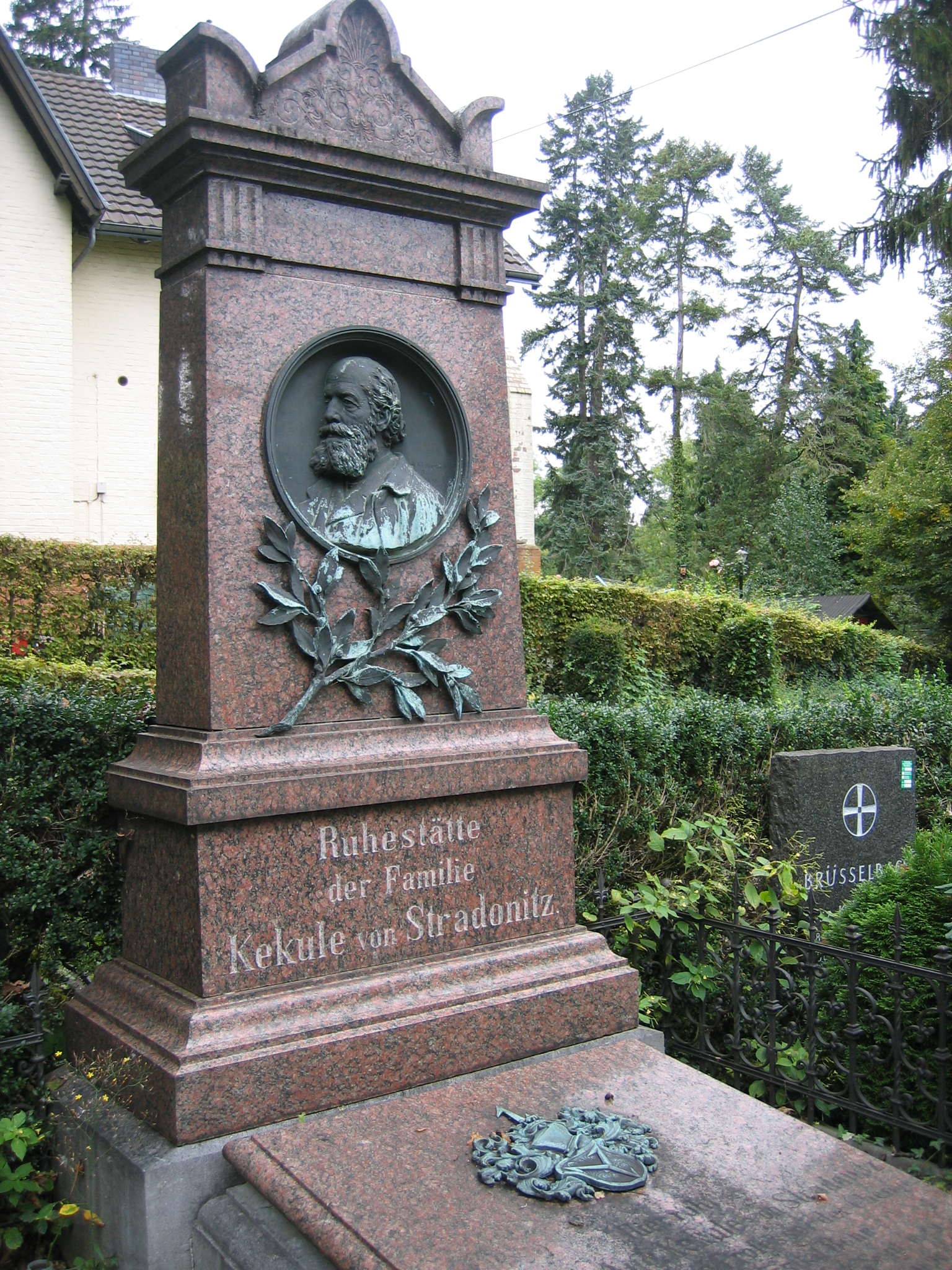
Grabstätte Friedrich August Kekulé von Stradonitz

- Fritz Bottler (1870–1922), Bonner Oberbürgermeister
- Karl Dietrich Bracher (1922–2016), Historiker und Politikwissenschaftler
- Caspar Joseph Brambach (1833–1902), Komponist
- Max Braubach (1899–1975), Historiker
- Gerold von Braunmühl (1935–1986), Diplomat im Auswärtigen Amt, von der RAF ermordet
- Hans Cloos (1885–1951), Geologe
- Wilhelm Daniels (1903–1977), Bonner Oberbürgermeister
- Horst Ehmke (1927–2017), Politiker (SPD)
- Albert Ehrhard (1862–1940), Kirchenhistoriker
- Willi Engels (1895–1981), Präsident des Deutschen Sängerbundes
- Heinrich Karl Erben (1921–1997), Paläontologe
- Eugen Ewig (1913–2006), Historiker
- Wilhelm von Freeden (1822–1894), Gründer der Deutschen Seewarte
- Carl Garrè (1857–1928), Chirurg
- Bernhard Franz Josef von Gerolt (1747–1828), kurfürstlich kölnischer Geheimrat, später Mitglied der Kaiserlich Französischen Gesetzgebenden Körperschaft
- Georg August Goldfuß (1782–1848), Zoologe
- Waldemar Haberey (1901–1985), Archäologe und Kulturhistoriker
- Felix Hausdorff (1868–1942), Mathematiker, Mitbegründer der modernen Topologie
- Wolfgang Hesse (1913–1999), Bonner Oberstadtdirektor
- Friedrich Hirzebruch (1927–2012), Mathematiker
- Erich Hoffmann (1868–1959), Dermatologe
- Hajo Holborn (1902–1969), Historiker
- Pauline Horson-Brügelmann, geborene Dyckhoff (1858–1918), Sopranistin und Kammersängerin, neben ihrem Ehemann, dem Chemiker Dr. sc. nat. Moritz Gottfried Brügelmann (1849–1920)
- Hermann Hüffer (1830–1905), Historiker
- Oskar Jäger (1830–1910), Historiker
- Hubert Jedin (1900–1980), Kirchenhistoriker
- Alfred Kantorowicz (1880–1962), Zahnmediziner (aufgelassen und eingeebnet im Sommer 2015, wiederhergestellt 2016 und Ehrengrab seit 2017[4])
- Heinrich Kayser (1853–1940), Physiker
- Friedrich August Kekulé von Stradonitz (1829–1896), Chemiker
- Gottfried Kinkel (1841–1891), Klassischer Philologe
- Friedrich August Körnicke (1828–1908), Botaniker
- Max Koernicke (1874–1955), Botaniker
- Heinrich Mathias Konen (1874–1948), Physiker und Politiker
- Albert Küppers (1842–1929), Bildhauer
- Rudolf Lipschitz (1832–1903), Mathematiker
- Georg Loeschcke (1852–1915), Archäologe
- Clemens Julius Mangner (1885–1961), Architekt
- Friedrich Marx (1859–1941), klassischer Philologe
- Erwin Nasse (1829–1890), Ökonom
- Heinrich Nissen (1839–1912), Historiker
- Wolfgang Paul (1913–1993), Physiker, Nobelpreisträger, Entwickler der Paul-Falle
- Eduard Pflüger (1829–1910), Physiologe
- Otto Renois (1892–1933), kommunistischer Stadtverordneter, von den Nazis „auf der Flucht“ erschossen
- Annemarie Schimmel (1922–2003), Islamwissenschaftlerin
- Franz Schmidt (1899–1973), Bonner Oberstadtdirektor
- Rudolf Schultze (1854–1935), Architekt, Stadtbaumeister von Bonn
- Eberhard Schwickerath (1856–1940), Musikpädagoge
- Johannes Sobotta (1869–1945), Anatom, Begründer eines weltweit bekannten Anatomieatlanten
- Friedrich Soennecken (1848–1919), Erfinder und Unternehmer (Firma Soennecken)
- Franz Steinbach (1895–1964), Historiker
- Eduard Strasburger (1844–1912), Botaniker
- Johannes Straub (1912–1996), Althistoriker
- Eduard Study (1862–1930), Mathematiker
- Annemarie Suckow von Heydendorff (1912–2007), Bildhauerin
- Hans Thuar (1887–1945), Maler
- Moritz Trautmann (1842–1920), Anglist
- Carl Troll (1899–1975), Geograf
- Karl-Ernst Wohlfarth-Bottermann (1923–1997), Zellbiologe
- Adolf Zycha (1871–1948), Rechtshistoriker

Neben den bemerkenswerten Bauwerken zeichnet sich der Poppelsdorfer Friedhof durch seine landschaftlich reizvolle Hanglage aus. In seinem oberen Bereich – insbesondere rund um den Urnenhain – weist der Friedhof einen reichhaltigen Baumbestand auf.